# Общество потребления: его мифы и структуры
«Общество потребления: его мифы и структуры» (фр. La société de consommation: ses mythes et ses structures) — социально-философский труд Жана Бодрийяра, написанный в 1970 году.
Бодрийяр рассматривает потребление как цепную психологическую реакцию, которая направляется современной магией, природа которой бессознательна. Потребление предметов больше не связано с их сущностью — речь идёт скорее об отчужденных знаках предметов, которые существуют лишь в связи друг с другом. Избыток предметов потребления указывает на «мнимое» изобилие, которое Бодрийяр противопоставляет «подлинному» изобилию, существовавшему, по его мнению, при собирательном способе хозяйствования. Бодрийяр считает, что общество потребления — это общество самообмана, где невозможны ни подлинные чувства, ни культура, и где даже изобилие является следствием тщательно маскируемого и защищаемого дефицита, имеющего смысл структурного закона выживания современного мира. В этом его идеи перекликаются с теорией дефицитной экономики[уточнить]. Бодрийяр рассматривает потребление в отрыве от естественной природы, считая его следствием возведённой в культ социальной дифференции, направленной на оправдание в любых условиях необходимости экономического роста. В этом он полемизирует, в частности, с Джоном Кеннетом Гэлбрейтом, допускающим существование у потребителя рациональных потребностей. Бодрийяр считает, что в манипулировании потреблением содержится объяснение парадоксов современной цивилизации, для которой равно необходимы бедность, войны и эстетическая медицина, преследующие одну и ту же цель — создание уходящих в бесконечность целей для наращивания производства.
Русский перевод Е. А. Самарской издан в 2006 году издательствами «Республика» и «Культурная Революция» в серии «Мыслители XX века».

## Содержание и основные идеи

### Часть первая. Баланс изобилия
Автор рассматривал потребление как бессознательный процесс. Из этого он делает вывод, что сущность предмета не влияет на потребление, приоритетным становится отчуждённый знак предмета, то, что этот предмет собой символизирует. Бодрийяр отказывается от анализа экономических показателей в пользу «подсчета знаков и различий», он признает двусмысленным рост экономики, который традиционно считается позитивным. Структурный анализ приводит его к выводу о «кругообразной динамике роста и изобилия», при которой выживание системы осуществляется при её бесконечном самовоспроизводстве. В результате традиционное понятие пользы заменяется понятием функциональности, в свете которого всякое, даже абсурдное с точки зрения рациональности действие системы потребления преследует своей целью рост производительности. Поощряемая государством и бизнесом постоянная переквалификация кадров, психологическая вредоносность конкурентной среды, расточительство — все это рассматривается Бодрийяром как целенаправленная производительная сила, извлекающая из всего ресурс роста. Такой порядок вещей, при котором за каждым явлением действительности стоит его функциональная пригодность для системы, называется им «объективно циничным».

### Часть вторая. Теория потребления

#### Общественная логика потребления
Ключевое понятие социального устройства — счастье — Бодрийяр рассматривает как абсолютизированный принцип общества потребления. Наделяя счастье количественными характеристиками, измеряемыми посредством атрибутов социальной дифференциации, он видит его лежащим в основе современной демократии, смысл которой сводится к равенству всех людей перед знаками успеха, благосостояния и т. п. Иными словами, потребительская ценность товаров абсолютна и не зависит от конкретного человека. Навязанная идеология потребления, утверждающая, что обладание нужными предметами приводит к ликвидации отрыва от превосходящих классов, поддерживает веру человека в демократию посредством мифа о равенстве людей. Бодрийяр видит в этом, наоборот, иллюзию демократии, которая оперирует знаками и вводит «социальную игру» на замену реальному участию людей в общественной жизни. Демократия знаков и сопутствующее ей счастье охранительно маскирует реальную дискриминацию, которая лежит в их основе.

#### К теории потребления
В современной цивилизации не существует рационального потребителя, самостоятельно осуществляющего свой выбор. Индивидуальный, продиктованный реальными потребностями выбор иллюзорен — он продиктован самой структурой общества потребления, придающей значение не предметам, а абстрактным ценностям, тождественным отчуждённым от них знакам. Потребности производятся вместе с товарами, которые их удовлетворяют. В основе выбора товара лежит стремление к социальному отличию, и, поскольку поддержка таких отличий есть жизненное условие существования современной цивилизации, потребность всегда остаётся неудовлетворенной. Социальная обеспеченность, «счастье» становятся императивами общества потребления, которое не поощряет пассивность и экономность, поскольку за ними следует утрата потребительской способности.

#### Персонализация, или наименьшее маргинальное различие (НМР)
Функциональный, обслуживающий характер человека в обществе потребления приводит к синтезу индивидуальности из знаков и подчёркнутых отличий. В сфере знаковых различий не остаётся места для подлинного различия, основанного на реальных особенностях личности. Всё — от роскоши и права на свободное время до манифестированной упрощённости — входит в свод чисто социальных различий, легитимированных самой системой. Персонализация человека в знаках задаёт всё вплоть до самих его типов. Модель требовательного мужчины и заботящейся о себе женщины — это те же всеобщие, законодательно задекларированные идеалы, имеющие демократический смысл лишь в своём свойстве быть равно желанными для всех.

### Часть третья. СМИ, секс, досуг

#### Массово-информационная культура
Отношение массовой культуры к традиционной культуре аналогично отношению моды к предметам. Как в основе моды лежит устаревание предметов, так в основе массовой культуры лежит устаревание традиционных ценностей. Массовая культура, таким образом, изначально создаётся для недолговременного использования, она есть среда, в которой сменяются знаки. Её императивом становится требование актуальности, современности, функциональной пригодности для человека-потребителя. Развитие средств коммуникации приводит к утрате символической основы в человеческом общении. На смену индивидуальности, живой культуре приходит ритуализация бессмысленных знаков, не имеющих содержания. Формируется некий минимум таких знаков, обязательный для каждого «культурного» человека. Бодрийяр определяет этот минимум как «наименьшую общую культуру», которая выполняет в массовом сознании роль «свидетельства культурного гражданства».
Атрибутом мира потребления является китч — никчёмный предмет, не имеющий сущности, но характеризующийся лавинообразностью распространения, имеющей классовую природу. Потребление предмета-китча есть симулятивное приобщение к моде, покупка отличительного признака.
Поп-арт рассматривается Бодрийяром как двусмысленное явление — он есть одновременно порождение общества потребления и выражение его механизма. Изображая видимую реальность, поп-арт не способен заглянуть за её знаки, и, таким образом, он не имеет отношения к традиционному искусству, никогда не превращавшемуся в объект и потому никогда не «потреблявшемуся». Поп-арт может быть искренним, может быть результатом подлинного вдохновения, но в вместе с тем он не может избавиться от своего объектного статуса, который ему придаёт неуязвимая для его создателей структура культурного производства. Поп-арту изначально присущ коммерческий смысл, таким образом, его возможная искренность никогда не доходит до человека. Более того, сам человек не может не выступать потребителем по отношению к нему.
Средства массовой информации отражают и закрепляют тоталитарный характер общества потребления. Суть этого тоталитаризма состоит в «гомогенизации» событий, приданию им равноправия перед восприятием потребителя. СМИ убивают живое содержание мира, извлекая из него лишь события, содержание которых, в свою очередь, сводится уже лишь к бесконечной отсылке друг на друга. На основе такого отношения к подлинной действительности СМИ формируют «неореальность», не имеющую категорий истинности и ложности. «Неореальность», в создании которой также участвует реклама, состоит из «псевдособытий», возникновению которых не предшествует ничья цензура. Реклама не призывает к анализу достоверности своего содержания, а требует веры в себя. В этом смысле она имеет пророческий характер.

#### Тело — самый прекрасный объект потребления
Общество потребления вводит культ тела, чем устанавливает фетишизацию не только мира, но и самого человека. Оно принуждает человека манипулировать своим телом, делать из него инструмент устранения социальных различий. Традиционные понятия красоты, эротичности заменяются функциями — они подсчитываются как статьи потребительской способности. Тело становится упрощённым аналогом души — его нужно «найти», «открыть», «познать» и «спасти». Оно становится объектом современной мифологии и, в сущности, не является больше материальным. Тело — это объект потребления, наряду с обладателем его потребляют медицина и модные журналы. Связанная с ним сексуальность вгоняется в заданные стандарты и тем самым коммерциализуется, становится элементом системы производства. Признаком этого является искусственная сексуализованность предметов, повышающая их функциональность в качестве предметов потребления.

#### Драма досуга, или невозможность убить своё время
Время имеет потребительскую стоимость. Оно не может быть истинно свободным, поскольку его свобода предусмотрена и подсчитана структурой общества потребления. В традиционном смысле время исчезает — его деление на свободное, приятно или плохо проведённое больше не является фундаментальным критерием его различения. Время гомогенно в своём статусе элемента производства. Досуг есть не более чем время восстановления работоспособности. Люди стали «отходами денег и времени». В обществе потребления — время невозможно убить, его нельзя потратить вне системы потребления.

#### Мистика заботы
«Под солнцем заботы загорают современные потребители». Оберегающий, предусмотрительный и заботливый облик общества потребления есть не более чем его защитный механизм, скрывающий «глобальную систему власти, опирающуюся на идеологию щедрости, где „благодеяние“ скрывает барыш». Бессимволичность, опредмеченность отношений между людьми компенсируется знаками участия и доброжелательности. Услужливость, раболепство, идеология дара — это систематические факты современного общества, которые скрывают реальные экономические механизмы. Эти факты обязывают потребителя считать себя больным, неполноценным, нуждающимся в помощи со стороны глобальной системы услуг. Отношения между людьми являются результатом производства, их природа тоталитарна. Человек обязан персонифицироваться, слиться с предназначенной ему ролью, он обязан уметь выжить при ускоряющихся темпах производства: «Мобильность — свидетельство моральности».

#### Аномия в обществе изобилия
При видимом изобилии возникает косвенный культ насилия как своего рода предохранитель, переключающий человека с размышлений о свободе на размышление о счастье. Изобилие обволакивает человека и с неизбежностью ставит его перед новой моралью, которая не является следствием прогресса. При таком положении вещей появляется новый тип насилия, являющийся компенсацией изобилию и своего рода доказательством его неустойчивости. Другими доказательствами являются постоянная усталость и депрессия, ставшие как раз следствиями изобилия, упрощения, автоматизма современной жизни.
Субкультуры ненасилия (дзен-буддизм, культуру хиппи) Бодрийяр не считает реальной альтернативой обществу потребления и считает их лишь метаморфозами последнего.

### Заключение
В заключении Бодрийяр делает вывод о конце трансцендентного в человеческом мире, чем обобщает проблематику всей книги. На смену мифу, явно указывавшему на трансцендентное, приходит современный упрощённый миф. Система знаков снимает традиционные противоречия реальности. В таком мире исчезает и сам человек, он больше не является индивидуальностью и состоит лишь из знаков социального статуса. «Это — профилактическая белизна пресыщенного общества, общества без головокружения и без истории, не имеющего другого мифа, кроме самого себя».